# 마쓰바야시 미쿠
마쓰바야시 미쿠(일본어: 松林 美久, 1984년 5월 2일 ~ )는 일본의 여자 축구 선수이다.

## 구단 경력
닛테레 벨레자, ACF 피렌체에서 활동했다.

## 국가대표팀 경력
그녀는 2002년 FIFA U-19 세계 여자 축구 선수권 대회에 참가할 일본 U-19 국가대표팀에 발탁되었다. 2003년과, 2005년 하계 유니버시아드에도 출전했다. 2003년 은메달, 2005년 동메달.